# قلعه نودا (ولایت میکاوا)

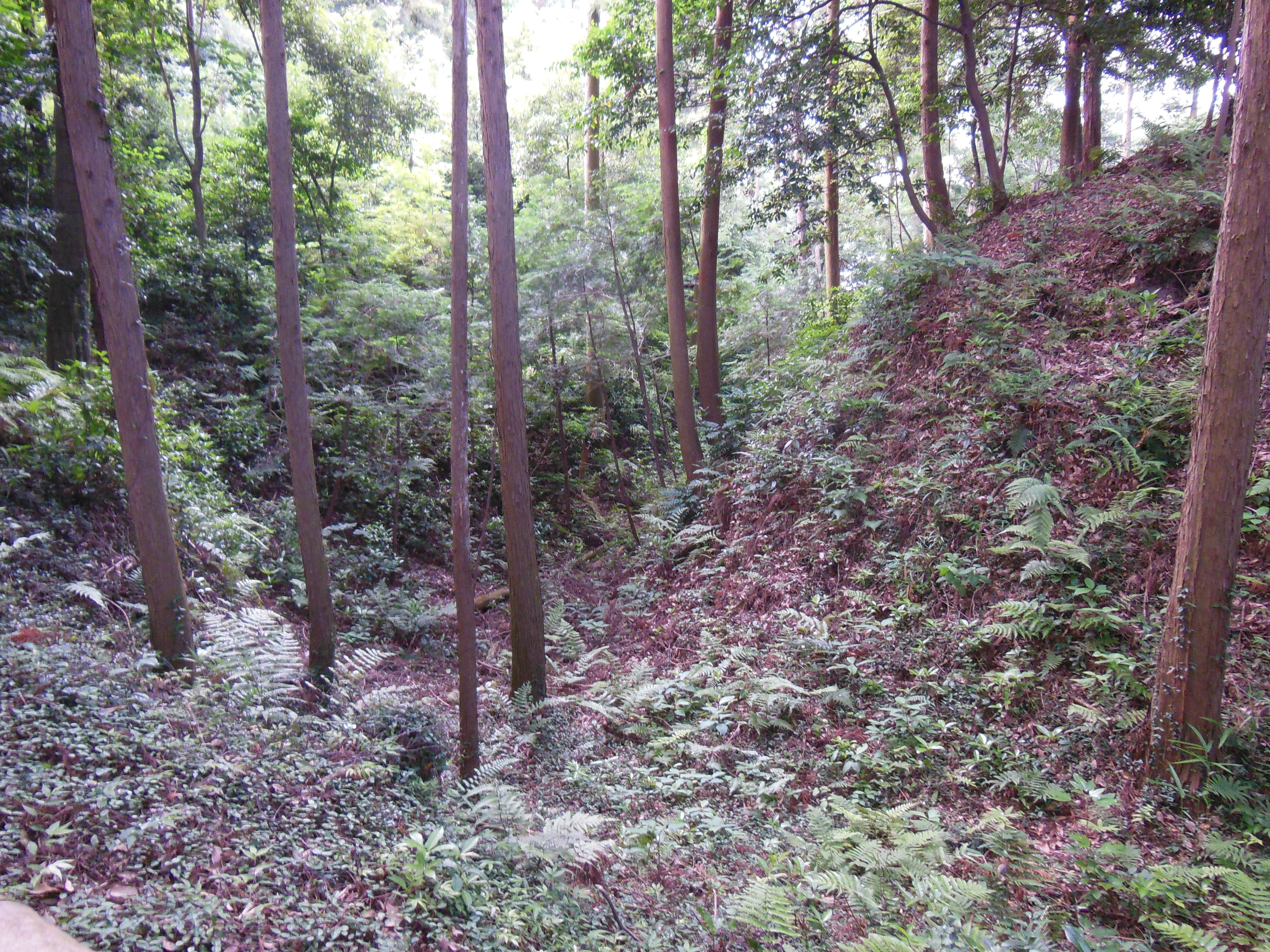
محل قلعه

قلعه نودا (به ژاپنی: 野田城 Noda-jō) یک قلعه ژاپنی از نوع قلعه تخت در دوره سنگوکو بود. این قلعه متعلق به خاندان میوشی بود و در ولایت میکاوا، امروزه استان آیچی، شهر شینشیرو، در ژاپن قرار داشت. قلعه نودا، همچنین به عنوان قلعه میکاوا نودا (به ژاپنی: 三河野田城) و قلعه نگویا (به ژاپنی: 根古屋城) شناخته می‌شود.
در ابتدا محل سکونت سران پی در پی خاندان سوگانوما  بود. با این حال، در طول دوره سنگوکو، نبردهایی برای قلعه نودا بین جنگ سالاران برجسته سنگوکو مانند خاندان ایماگاوا، خاندان توکوگاوا و خاندان تاکدا درگرفت که تا سال ۱۵۹۰ بارها تکرار شد (تنشو ۱۸). یکی از معروف‌ترین آنها «نبرد قلعه نودا» در سال ۱۵۷۳ (گنکی ۴) است، زمانی که ارتش تاکدا و ارتش توکوگاوا با هم روبرو شدند. گفته می‌شود که این نبرد آخرین نبرد برای تاکدا شینگن (همچنین به نام تاکدا هارونوبو شناخته می‌شود) بود.
قلعه نودا (توشیما، شهر شینشیرو، استان آیچی) در سال ۱۵۱۶ (سال سیزدهم ایشو) ساخته شد و گفته می‌شود که حدود ۷۵ سال وجود داشته است تا اینکه در سال ۱۵۹۰ (سال هجدهم تنشو) متروک شد.
شخصی که گفته می‌شود قلعه نودا را ساخته است، اولین رئیس خاندان نسوگانوما، سوگانوما سادانوری بود. خاندان نودا سوگانوما از نوادگان خاندان سوگانوما بود که در قلعه دامین (منطقه کیتاشیتارا، استان آیچی) مستقر بود و بومی اوکو-میکاوا (منطقه کوهستانی شمال شرقی استان میکاوا سابق بود). [استان آیچی شرقی امروزی]).
سوگانوما سادانوری در اصل در «نوداکان»، واقع در حدود ۱ کیلومتری جنوب شرقی قلعه نودا زندگی می‌کرد. با این حال، فرض بر این است که برنامه‌ریزی برای ساخت قلعه نودا در حدود سال ۱۵۰۸ (سال پنجم ایشو) به دلیل سیل‌های مکرر و دفاع ناکافی آغاز شد.
این طرح ساخت قلعه در زمان‌های زیر آغاز شد:
1. قلعه یوشیدا (شهر تویوهاشی، استان آیچی: همچنین به عنوان قلعه ایماباشی شناخته می‌شود)
2. قلعه ناگاشینو (شینشیرو ناگاشینو، استان آیچی: همچنین به عنوان قلعه سوهیرو شناخته می‌شود)

هر دو قلعه توسط خاندان ایماگاوا ساخته شده‌اند که در حال پیشروی در حمله خود به شرق میکاوا بودند، و نظریه ای وجود دارد که قلعه نودا نیز تحت این نفوذ ساخته شده است.
مشخص نیست دلیل واقعی ساختن قلعه نودا کدام دلیل است، اما پس از آنکه سوگانوما سادانوری ، سازنده قلعه، قلعه را محل اقامت خود قرار داد، پسرش سوگانوما سادامورا ، به همین ترتیب، نوه او، سوگانوما سادامیتسو نیز محل اقامت خود را به خود اختصاص داد.
در سال ۱۵۲۹ (کیوروکو ۲)، سوگانوما سادانوری تحت کنترل ماتسودایرا کیویاسو، پدربزرگ توکوگاوا ایه‌یاسو، زمانی که به شرق میکاوا حمله کرد، درآمد. با این حال، پس از مرگ ماتسودایرا کیویاسو در سال ۱۵۳۵ (تنبون ۴)، سوگانوما سادانوری، مانند سایر مردم ولایت شرق میکاوا، تابع خاندان ایماگاوا در ولایت سوروگا (در مرکز و شمال شرقی استان شیزوکا) شد.
در سال ۱۵۶۰ (ایروکو ۳)، یازدهمین رئیس خاندان ایماگاوا، ایماگاوا یوشیموتو، در نبرد اوکه‌هازاما کشته شد. در آن زمان سوگانوما سادامیتسو، ارباب قلعه نودا بود، در سال ۱۵۶۱ (سال چهارم ایروکو) پس از سقوط خاندان ایماگاوا او از این خاندان مستقل شد و به خاندان ماتسودایرا پیوست و ملازم توکوگاوا ایه‌یاسو شد.
پس از اینکه خاندان سوگانوما تابع طرف ماتسودایرا (توکوگاوا) شد، قلعه نودا چندین بار مورد حمله قرار گرفت. در سال ۱۵۶۱ (ایروکو ۴)، قلعه توسط ارتش ایماگاوا محاصره شد، بنابراین سوگانوما سادامیتسو پس از تسلیم قلعه عقب‌نشینی کرد. سال بعد، سوگانوما سادامیتسو یک حمله شبانه را آغاز کرد و قلعه نودا را از سمت ایماگاوا بازپس گرفت، اما به دلیل آسیب جدی به قلعه، او به‌طور موقت پایگاه خود را به قلعه اونودا (نودا، شهر شینشیرو) منتقل کرد.
پس از سال ۱۵۷۱ (سال دوم گنکی)، زمانی که خاندان تاکدا در ولایت کای (استان یاماناشی فعلی) به‌طور جدی شروع به حمله به میکاوا کردند، منطقه اطراف از جمله قلعه اونودا توسط طرف تاکدا مورد تهاجم قرار گرفت.
با این حال، سوگانوما سادامیتسو در این زمان وضعیت تابعیت خود را از خاندان توکوگاوا تغییر نداد.
پس از آن، در سال ۱۵۷۲ (سال سوم گنکی)، خاندان تاکدا عملیات سیجو/عملیات غرب را انجام داد که هدف اصلی آن رفتن به کیوتو در برابر نیروهای متحد توکوگاوا و اودا (نبرد میکاتاگاهارا) بود. سال بعد، در ژانویه ۱۵۷۳، ارتش تاکدا به رهبری تاکدا شینگن که قبلاً در نبرد مقابل توکوگاوا ایه‌یاسو پیروز شده بود، دوباره به نودا حمله کرد.
این حمله به محاصره قلعه نودا معروف شد. در این زمان، تعداد نیروهای تاکدا که به آن حمله کردند به ۳۰۰۰۰ نفر رسید، اما ارتش توکوگاوا به رهبری سوگانوما سادامیتسو تنها ۵۰۰ سرباز داشت. با این حال، سوگانوما سادامیتسو خود در قلعه نودا با این سربازان سنگر گرفت و با ارتش تاکدا ستیز کرد.
در این نبرد و محاصره، طرف توکوگاوا علیرغم داشتن اختلاف شدید در قدرت نظامی، موفق شد در برابر حمله شدید ارتش تاکدا مقاومت کند. با این حال، سوگانوما سادامیتسو دریافت که سرنوشت قلعه محکوم به شکست است، زیرا منبع آب توسط ارتش تاکدا قطع شد و هیچ کمکی از توکوگاوا ایه‌یاسو نرسید و او قلعه را حدود یک ماه پس از شروع جنگ تسلیم کرد.

## افسانه تک تیرانداز و شلیک به تاکدا شینگن
تاکدا شینگن به عنوان فرمانده کل ارتش تاکدا در نبرد قلعه نودا خدمت کرد، اما در آوریل ۱۵۷۳، حدود دو ماه پس از نبرد، به دلیل وضعیت نامناسب سلامتی، تهاجم را متوقف کرد به ولایت کای با ارتشش برگشت.
نظریه غالب این است که علت مرگ او وخامت وضعیت پزشکی وی بر اساس کتاب علوم نظامی خاندان تاکدا کویو گونکان است. با این حال، یکی از نظریه‌های متفاوتی که در نسل‌های بعدی مورد حمایت قرار گرفت این است که جراحات تاکدا شینگن در اثر شلیک تک‌تیرانداز ارتش توکوگاوا در حالی که او و سربازان خود در حال محاصره قلعه نودا بودند، به وجود آمد.
این حکایت در ماتسودایرا کی (松平記)، زندگینامه خانوادگی خاندان توکوگاوا ثبت شده است که وقایع مربوط به زمان تأسیس خاندان توکوگاوا را خلاصه می‌کند. طبق همان کتاب، تاکدا شینگن با صدای فلوت زیبایی که از قلعه نودا می‌آمد فریفته شد و درست زمانی که از مقر خود خارج می‌شد، توسط توری سانزامون، یکی از ملازمان سوگانوما سادامیتسو، از داخل قلعه با گلوله ای مورد اصابت گلوله قرار گرفت.
حکایتی مشابه این را می‌توان در «تاریخچه خانواده سوگانوما» که توسط یکی از نوادگان سوگانوما سادامیتسو در دوره ادو نوشته شده است، یافت. با این حال، در همان کتاب، تنها توصیف آنچه از طرف سوگانوما رخ داده این است که «بعد از شلیک تک تیرانداز در سایه شب، اردوگاه ارتش تاکدا پر سر و صدا شد» و مشخص نیست که آیا این یک حمله به شینگن بوده است یا خیر.
با سقوط قلعه نودا، شبکه دفاعی خاندان توکوگاوا در میکاوا از بین رفت. قلعه یوشیدا و قلعه اوکازاکی (شهر اوکازاکی، استان آیچی) که پایگاه‌های مهمی برای کنترل خاندان توکوگاوا بر میکاوا بودند، در معرض خطر حمله ارتش تاکدا قرار داشتند. با این حال، همان‌طور که در بالا ذکر شد، به دلیل بدتر شدن وضعیت جسمانی تاکدا شینگن، او به‌طور موقت حمله به میکاوا را لغو کرد، بنابراین هر دو قلعه از تصرف خاندان تاکدا در امان ماندند.

## پس از سقوط قلعه
زمانی که سوگانوما سادامیتسو، ارباب قلعه نودا، قلعه را به خاندان تاکدا تسلیم کرد، در ازای تضمینی برای جان سربازان قلعه، توسط خاندان تاکدا به اسارت برده شد. با این حال، در ۱۰ مارس ۱۵۷۳ (سال چهارم گنکی)، سوگانوما سادامیتسو در جریان تبادل گروگان بین خاندان توکوگاوا و خاندان تاکدا آزاد شد و توانست به سمت توکوگاوا بازگردد. بعداً در سال ۱۵۷۴ (تنشو ۲) پس از مرگ تاکدا شینگن، او موفق شد قلعه نودا را از سمت تاکدا پس بگیرد. سوگانوما سادامیتسو سپس یک بار دیگر به عنوان صاحب قلعه وارد قلعه نودا شد.
در ماه مه ۱۵۷۵، سوگانوما سادامیتسو در نبرد ناگاشینو شرکت کرد، نبردی سرنوشت ساز بین پسر چهارم تاکدا شینگن، تاکدا کاتسویوری و نیروهای متحد اودا-توکوگاوا. او به عنوان عضوی از حمله غافلگیرانه به کوه توبیگاسو به رهبری ساکای تاداتسوگو، یک ملازم ارشد توکوگاوا ایه‌یاسو، یکی از چهار پادشاه آسمانی توکوگاوا ملحق شد.
در سال ۱۵۹۰ (تنشو ۱۸)، توکوگاوا ایه‌یاسو به دستور تویوتومی هیده‌یوشی به منطقه کانتو منتقل شد. در این زمان سوگانوما سادامیتسو که قرار بود با اربابش توکوگاوا ایه‌یاسو همراهی کند، قلعه نودا را ترک کرد.
پس از آن، ایکدا تروماسا ملازم تویوتومی هیده‌یوشی وارد قلعه یوشیدا شد که یکی از پایگاه‌های مهم خاندان توکوگاوا در میکاوا بود و ملازم او کاتاگیری هانمون به عنوان یک جودای (城代 じょうだい جودای، شخصی که از قلعه محافظت می‌کند و به جای ارباب قلعه به امور سیاسی رسیدگی می‌کند) به قلعه شینشیرو، اعزام شد. پس از آن قلعه نودا ویران شد.